# Congreso Popular del Kurdistán

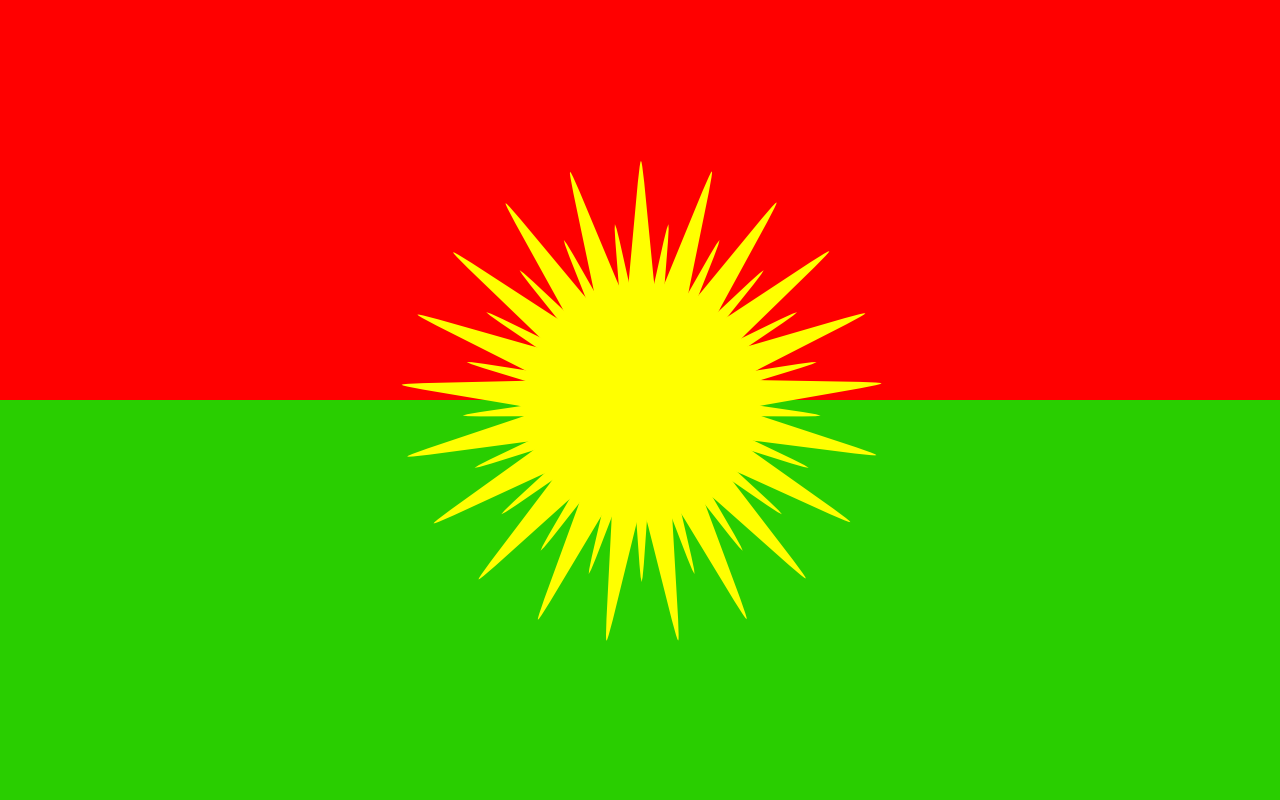
Bandera del Kongragel.

El Congreso Popular del Kurdistán (Kürdistan Halk Kongresi/Kongra Gele Kurdistan, abreviado Kongragel o Kongra-Gel) es una organización política kurda de Turquía formada tras un congreso celebrado en octubre de 2003 y que reunió a diversas organizaciones encabezadas por el Congreso de la Libertad y la Democracia del Kurdistán (KADEK) y las organizaciones de mujeres, jóvenes, estudiantes, y militares, con Abdullah Öcalan como dirigente de honor y Zübeyir Aydar (antiguo miembro del Congreso Nacional Kurdo y del Partido de los Trabajadores del Kurdistán, PKK) como presidente.
El 5 de abril de 2004 fue declarada organización terrorista por los Estados Unidos, junto al KADEK. En junio de 2004 anunció el fin del alto el fuego que estaba vigente desde 1999. La actividad militar causó más de 500 muertos en 2005. El partido se integró el 1 de junio de 2005 en un frente más amplio llamado actualmente Koma Civakên Kurdistán. Declaró un nuevo alto el fuego el 2 de octubre de 2006.